# Samuel Máñez
Samuel Máñez (* 16. Dezember 1972 in Tenexpan, Municipio Técpan de Galeana, Guerrero; † 26. Dezember 2002 im  Bundesstaat Veracruz) war ein mexikanischer Fußballspieler auf der Position des Torwarts.

## Leben
Máñez begann seine Laufbahn bei den Barracudas de Acapulco, die zu Beginn der 1990er-Jahre in der viertklassigen Tercera División spielten. Bald darauf wechselte Máñez zu den höherklassigen Guerreros de Acapulco, mit denen er in der ersten Runde der Copa México 1994/95 den Erstligisten CF Atlante besiegte. Deren Trainer Ricardo La Volpe war von Máñez´ Leistung so angetan, dass er ihn kurzfristig zum Club Atlante holte.
Für Atlante kam Mañez allerdings nur zu zwei Einsätzen, bei denen er weniger glücklich agierte und insgesamt 7 Gegentore hinnehmen musste. Nach der Saison 1995/96 wollte Atlante ihn an die UNAM Pumas abgeben, während Mañez nach Acapulco zurückkehren wollte. Nachdem ihm dies verweigert wurde, setzte er sich zusammen mit seiner Frau Sofía in die Vereinigten Staaten ab, wo beide illegal unter falschem Namen lebten. Um sich durchzuschlagen, arbeitete sie als Zimmermädchen und er in einer Textilfabrik. Als er ein Angebot des Zweitligisten Real Sociedad de Zacatecas erhielt, gingen sie nach Mexiko zurück.
Die Spielzeiten 1997/98 und 1998/99 verbrachte Mañez in Zacatecas und erreichte mit dem Club Real Sociedad im Winterturnier 1997 die Finalspiele der Primera División 'A' gegen den späteren Aufsteiger CF Pachuca, in denen man mit 1:2 und 0:0 knapp unterlag.
Zur Saison 1999/00 wechselte Mañez zum Ligakonkurrenten CD Irapuato, mit dem er beide Turniere dieser Spielzeit gewann und den Aufstieg in die Primera División schaffte. Als Lizenz und Mannschaft der Freseros zum Jahreswechsel 2001/02 von den Tiburones Rojos Veracruz erworben wurden, ging Mañez auf diesen Verein über.

## Tod
Auf der Rückfahrt von einem Weihnachtsurlaub nach Veracruz verunglückte  Mañez mit seinem Auto tödlich. Seine Frau und die beiden minderjährigen Kinder wurden verletzt. Auch bei den Unfallbeteiligten waren ein Todesopfer und mehrere Verletzte zu beklagen.

## Erfolge
- Mexikanischer Zweitligameister: Winter 1999, Sommer 2000